# Bowery Theatre
El Bowery Theatre fue un teatro en el Bowery en el Lower East Side de Manhattan, Nueva York. A pesar de que fue fundado por familias adineradas para competir con el exclusivo Park Theatre, el Bowery vio su mejor momento bajo la administración populista proestadounidense de Thomas Hamblin en las décadas de 1830 y 1840. Para los años 1850, el teatro llegó a atender a grupos de inmigrantes como los irlandeses, alemanes y chinos. Se incendió cuatro veces en 17 años y un último incendio lo destruyó definitivamente en 1929. A pesar de que el nombre del teatro cambió varias veces (Thalia Theatre, Fay's Bowery Theatre, etc.), siempre fue referido como el "Bowery Theatre".

## Apertura y manejo inicial

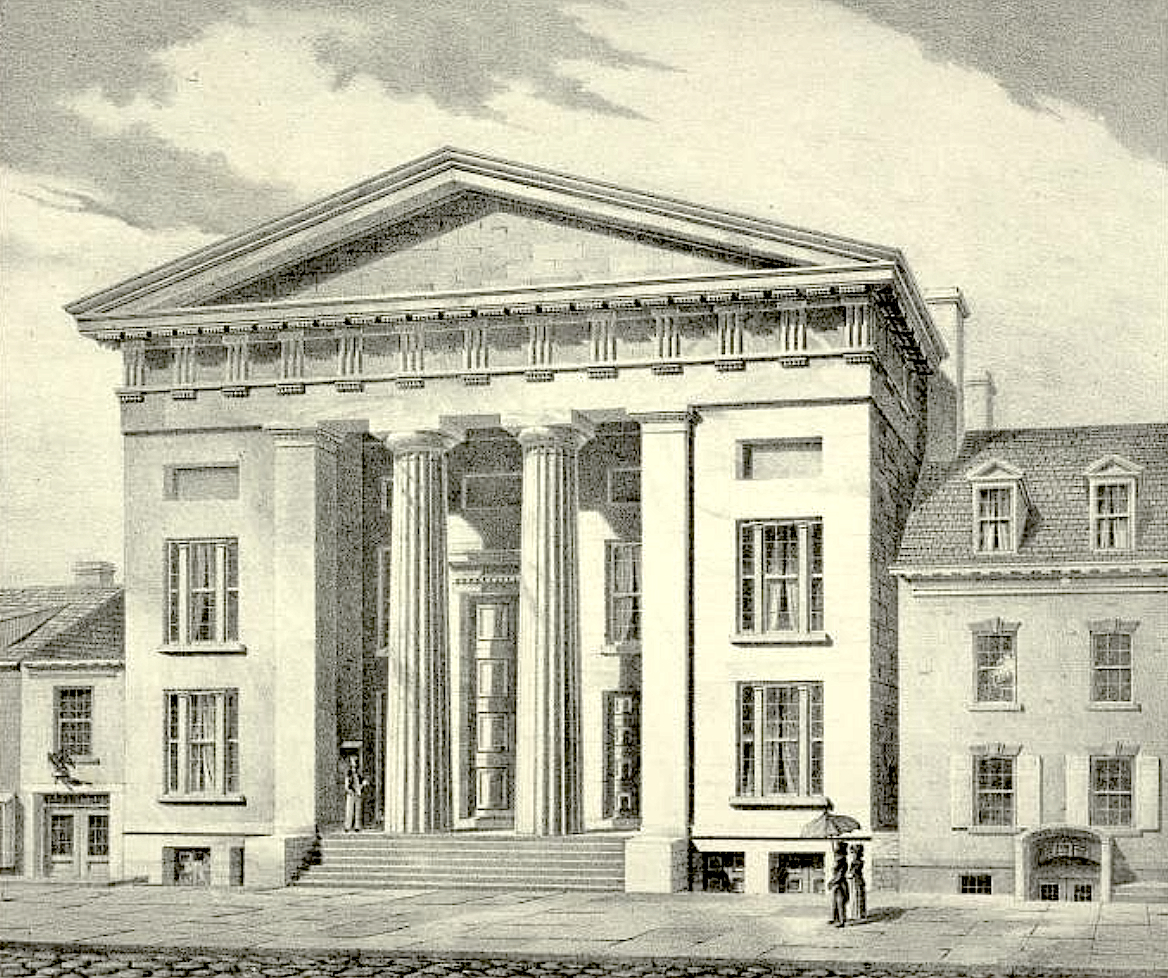
El New York Theatre de 1826 por el arquitecto Ithiel Town

Para mediados de los años 1820, familias adineradas en el nuevo cuartel que fue puesto de moda por la apertura de Lafayette Street, paralela al Bowery, querían fácil acceso a dramas europeos de clase alta y de moda que entonces sólo estaban disponibles en el Park Theatre. Bajo el liderazgo de Henry Astor, formaron la New York Association y compraron el terreno donde se levantó el Bull's Head Tavern de Astor, y ocupando el área entre las calles de Elizabeth, Canal (entonces llamada Walker), y Bayard. Ellos contrataron al arquitecto Ithiel Town para diseñar el edificio.
Entre los inversores se encuentran los notables Samuel Laurence Gouverneur, yerno del presidente James Monroe, y James Alexander Hamilton, hijo de Alexander Hamilton.
El nuevo teatro, con su arquitectura neoclásica fue más opulento que el Park, y tenía una capacidad de 3,500 personas, haciendo de él el más grande teatro en los Estados Unidos en su tiempo. Frances Trollope lo comparó con el Park Theatre y señaló que era "superior en belleza; es en verdad el teatro mas bonito que conozco, perfecto en tamañao y proporción, elegantemente decorado y el escenario y la maquinaria igual a cualquier otro en Londres...."
El Bowery Theatre abrió el 22 de octubre de 1826 bajo el nombre New York Theatre, con la comedia The Road to Ruin, de Thomas Holcroft, bajo la administración de Charles A. Gilfert. Sus primeras temporadas fueron dedicadas al ballet, la opera, y drama. El teatro estaba de moda en estos tiempos y la expansión al norte de Manhattan le dio acceso a una gran clientela.  El teatro se quemó en la noche del 26 de mayo de 1828 , y fue reconstruido por el arquitecto Joseph Sera y fue reabierto bajo el nombre Bowery Theatre el 20 de agosto de 1828.: 602  El entendimiento de Gilfert sobre la publicidad era entusiasta pero en 1829, los propietarios lo despidieron.

## Periodo de Hamblin

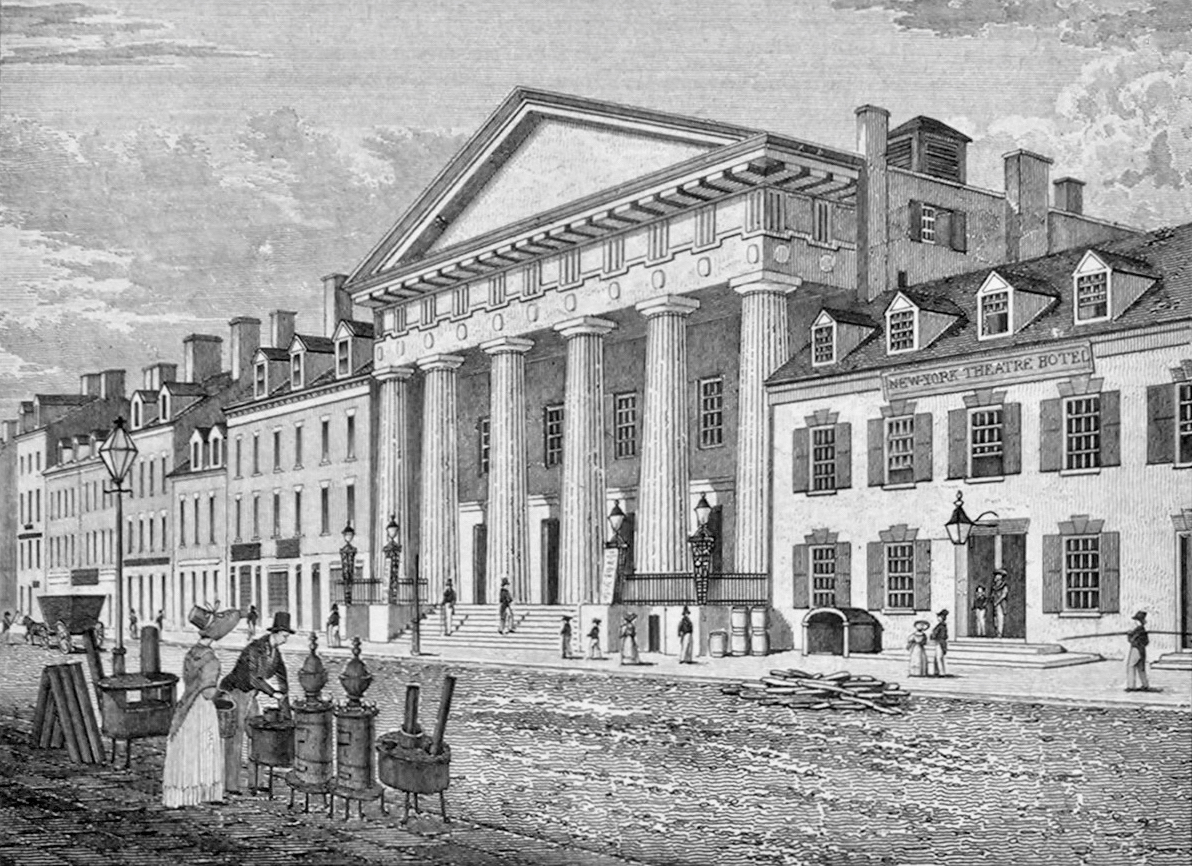
Bowery Theatre en 1828, de Bourne Views of New York (1830-31)

Los propietarios contrataron a Thomas Hamblin y James H. Hackett en agosto de 1830 para manejar el teatro. Un mes después, Hackett dejó a Hamblin en control de todo. Luego que el Bowery se quemara en ese año, Hamblin lo reconstruyó. Luego llevó al teatro a una dirección diferente para lo que sería su periodo más innovativo y exitoso.

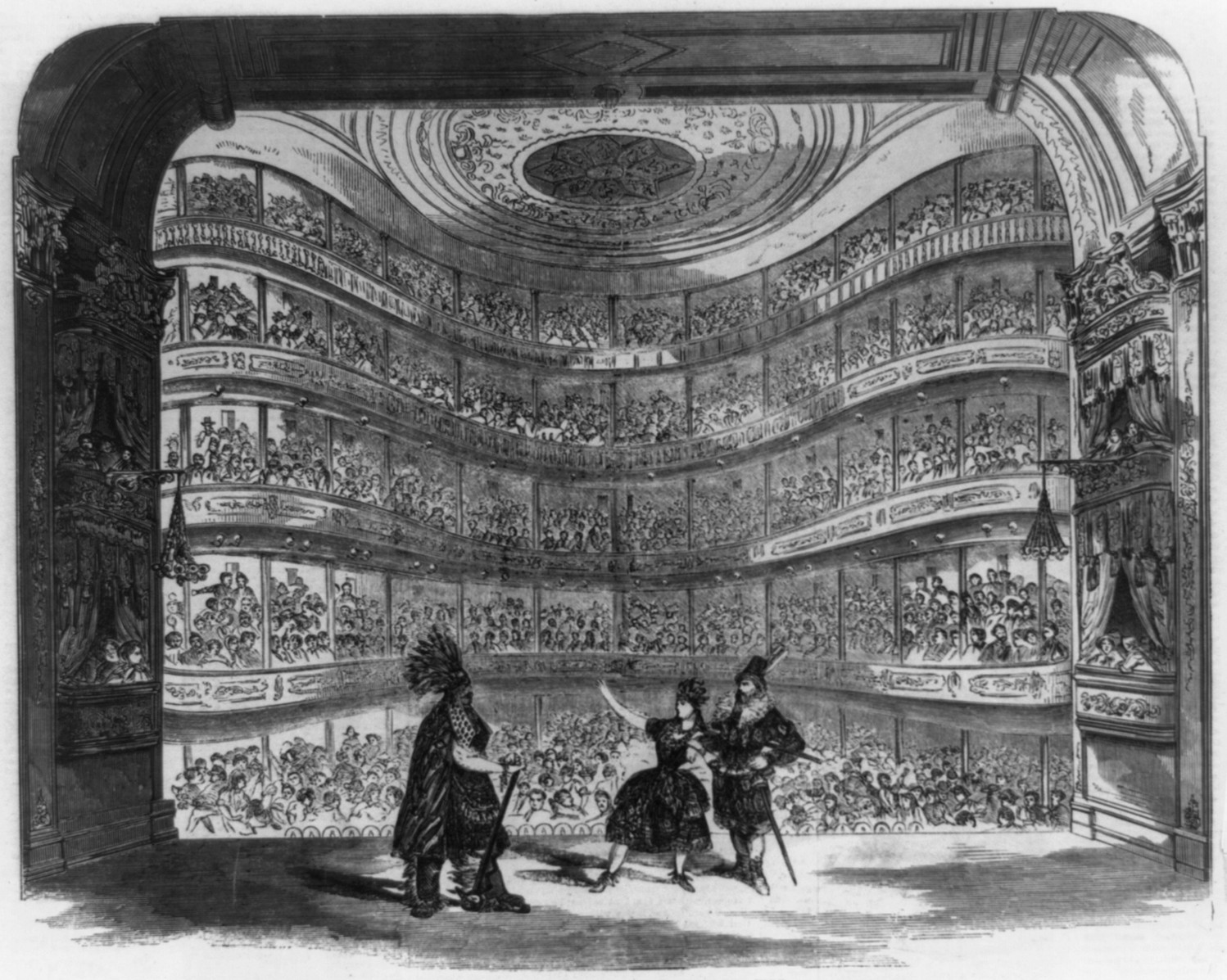
Bowery Theatre en 1845, visto en 1856

Los teatros estadounidenses se estratificaron en la era Jacksonian, y el Bowery emergió como el hogar de las causas nativista estadounidense y populista, poniendolo en directo contraste a la imagen cultivada de teatro tradicional europeo del Park Theatre. Esto fue parcialmente el resultado de una revuelta contra el teatro británico en el Park; Hamblin renombró el teatro como el American Theatre, Bowery" en reacción. Hamblin contrató a actores y guionistas estadounidenses desconocidos y les permitió actuar por largas temporadas de hasta un mes. Antes de 1843, actores como George Washington Dixon y Thomas D. Rice que hacían blackface actuaron ahí frecuentemente y actos como los de J. B. Booth, Edwin Forrest, Louisa Lane Drew, y Frank Chanfrau también ganaron renombre en el escenario del Bowery. George L. Fox y su pantomima se volvieron el acto más popular en el Bowery hasta luego de la Guerra Civil. Las producciones del Bowery también hicieron debutar o popularizaron varios tipos de personajes incluyendo el Bowery B'hoy, el Yanqui, el hombre de fontera y el blackface Negro.
El pro-estadounidensismo de la audiencia del Bowery llegó a un tope durante las Revueltas Farren de 1834. Farren, el administrador británico del Bowery, habrían hecho comentarios antiestadounidenses y despidieron un actos americano. Los protestantes reaccionaron atacando sus casas, negocios e iglesias de abolicionistas y afroamericanos en Nueva York y luego acudieron al teatro el 9 de julio. Farren se disculpó por sus comentarios y George Washington Dixon cantó canciones populares para tranquilizar a los protestantes.
Hamblin desafió convenciones de teatro como alta cultura al programar producciones que se dirigían a la clase trabajadora y publicitándolo extensivamente de acuerdo con el modelo de Gilfert. Actos con animales, shows de minstrel y melodramas fueron programados frecuentemente así como formas híbridas como melodramas sobre perros salvando a sus dueños humanos, se volvieron éxitos sin precedentes. Producciones espectaculares con efectos visuales avanzados, incluyendo agua y fuego, se mostraron varias veces. Hamblin también innovó al usar iluminación a gas en vez de velas o lámparas de kerosene. El Bowery Theatre se ganó el sobrenombre de "The Slaughterhouse" (en inglés: "la carnicería") por sus ofertas de clase baja y términos como "Bowery melodrama" y "Bowery actors" fueron acuñados para caracterizar ese nuevo tipo de teatro.
En la primavera de 1834, Hamblin empezó a comprarle a la New York Association acciones del teatro y tuvo suficiente porcentaje para controla la empresa completamente tras 18 meses. Para el momento en el que el Bowery se quemó de nuevo en septiembre de 1836, era el teatro más popular en Nueva York , a pesar del aumento de la competencia (el Bowery Amphitheatre estuvo cruzando la calle). El espectáculo visual se volvió parte integral de su apariencia que Hamblin tuvo $5,000 en pérdidas de guardarropa en el incendio. Hamblin compró las acciones restantes del teatro y arrendó el sitio a W. E. Dinneford y Thomas Flynn, que lo reconstruyó. Cuando este Bowery intermedio se quemó el 18 de febrero de 1838, Hamblin lo reemplazó con una estructura más grande y opulenta que abrió en mayo de 1839.
A través de las acciones de Hamblin, el teatro de clase obrera emergió como una forma en su propio derecho y el melodrama se volvió la forma más popular de teatro estadounidense. Los clientes de clase baja como los Bowery b'hoys and g'hals predominaron en la audiencia. 

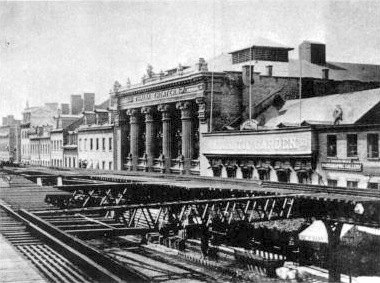
Thalia Theatre, que fue destruido en 1929

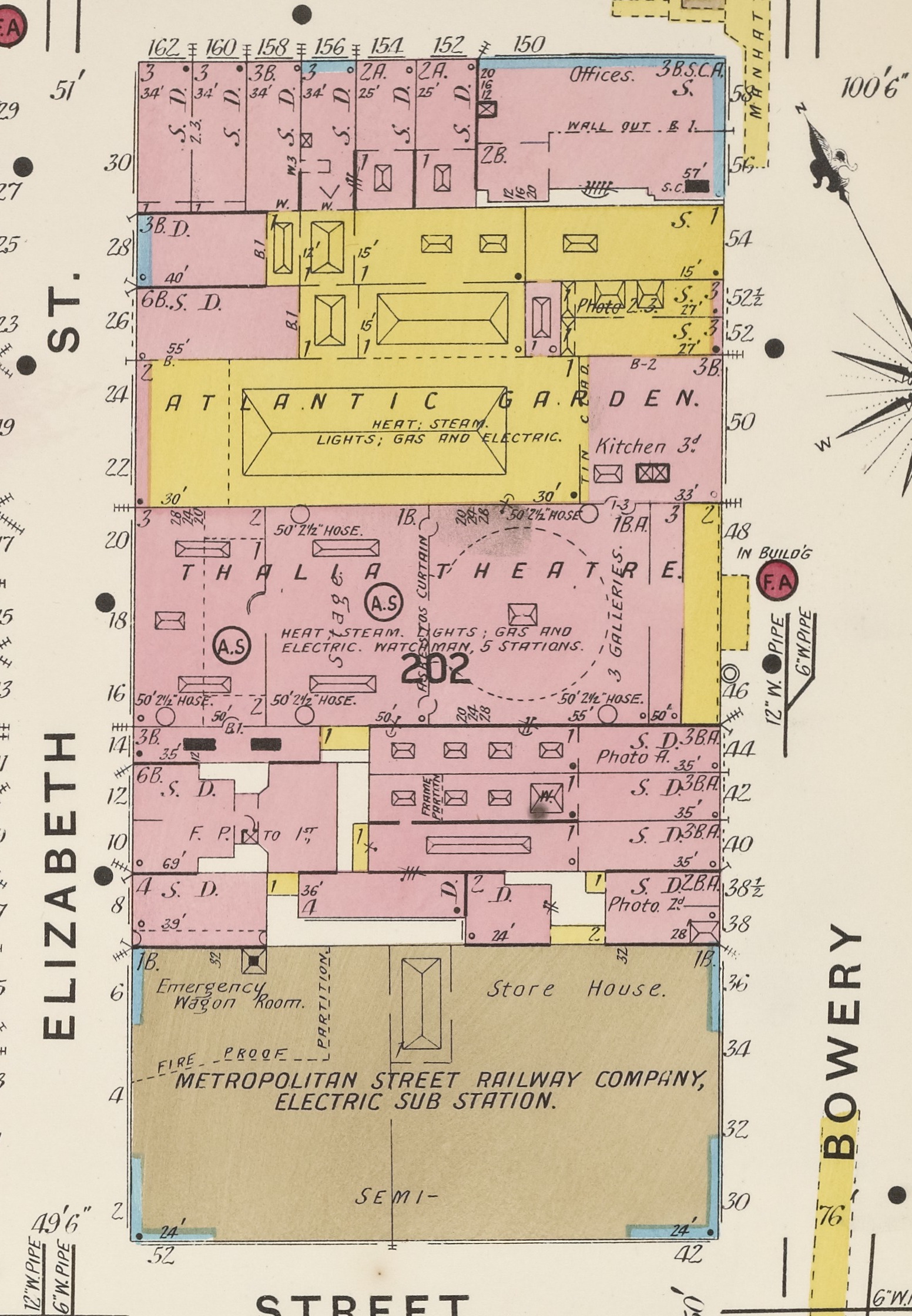
Mapa de 1905 de la cuadra entre Elizabeth (oeste), Bowery (este), Bayard (sur) y Canal (norte), mostrando al Thalia Theatre justo al sur del área amarilla representando el Atlantic Garden.

Algunas fuentes sugieren que los clientes se trabaron en comportamiento sexual en los lobbies y palcos. Comprensiblemente, Hamblin fue cuidadoso de mantenerse en la apreciación de la muchedumbre. Por ejemplo, el regularmente ofrecía usar el Bowery Theatre para el baile anual de los bomberos. Sólo el Chatham Garden Theatre alojaba una audiencia más bulliciosa.
En los años 1840, era más difícil lograr ganancias a medida que más teatros se abrieron en Nueva York. Hamblin puso en escena melodramas con más efectos y luego aumentó la programación de actos de circo, minstrel y otros entretenimientos de variedades. El Bowery se quemó una vez más en abril de 1845. Esta vez, Hamblin tenía seguro contra incendios y reconstruyó el teatro pensando en apelar a una clientela de mayor nivel y de programar más melodramas espectaculares. El teatro alojaba 4,000 y con un escenario de 38 metros cuadrados, aseguró su lugar como uno de los teatros más grandes en el mundo. El arquitecto y constructor del nuevo teatro fue John M. Trimble. Hamblin dejó la administración a A. W. Jackson, a pesar de que Jackson y los administradores posteriores mantuvieron el énfasis de Hamblin en melodrama y esplendor visual. Hamblin murió en enero de 1853, y el teatro se quedó en su familia hasta 1867.
Obras exitosas durante el periodo de Hamblin incluyen:
- The Elephant of Siam and the Fire Fiend de Samuel Beazley, que presentaba al elefante Mademoiselle D'Jeck y estuvo en cartel por 18 funciones a inicios de 1831.[18]
- Mazeppa, o, The Wild Horse of Ukraine, que debutó el 22 de julio de 1833 y tuvo 43 funciones consecutivas, una marca sorprendente para su tiempo.[18]
- Nick of the Woods, adaptado por Louisa Honor de Medina de la novela popular, debutó en febrero de 1838, y volvió a ser puesta en escena luego del incencdio de mayo de 1839 protagonizada por Joseph Proctor.
- Putnam, the Iron Son of '76 por Nathaniel Bannister. Esta obra debutó el 5 de agosto de 1844 y se presentó por 78 funciones consecutivas.[19][20]

## Administración posterior
A mediados del siglo XIX, grupos de inmigrantes, principalmente los irlandeses empezaron a poblar el barrio del Bowery. Ellos llegaron a formar una porción significativa de la audiencia del Bowery, mayormente en la sección de galerías de menor costo. Para atenderlos, el teatro ofreció obras de James Pilgrim y otros libretistas irlandeses. Mientras tanto, el Bowery emergió como el centro teatral del Lower East Side de Nueva York.
En 1860, Gilbert R. Spalding y Charles J. Rogers alquilaron por tres años el Bowery Theatre y lo renovaron y adecuaron con un escenario móvil para que sea capaz de recibir performances tanto dramáticas como ecuestres. Entre los actos estuvieron los trapecistas François y Auguste Siegrist y la equilibrista Marietta Zanfretta. En enero de 1861, se presentó el espectacular Tippoo Sahib, o, La Tormenta de Seringapatam con muchos trucos de transformación incluyendo un gran campamento enemigo, una selva hindú cerca del Taj Mahal y un bombardeo por fuerzas británicas con una carga a pie y a caballo.
Los alemanes Gustav Amberg, Heinrich Conried, y Mathilde Cottrelly convirtió el Bowery en el Thalia Theatre en 1879, ofreciendo principalmente teatro alemán durante el tiempo en que fueron propietarios. En 1891, el teatro yiddish se convirtió en la atracción predominante. El vodevil italiano le siguió y, luego, el vodevil chino.
En 1894, Maria Roda tuvo una gran reunión en el Thalia Theater celebrando la salida de Emma Goldman de prisión. A pesar de que Roda hablaba en italiano y Goldman no entendía nada, se conmovió por la carismática presencia de Roda. Ella escribió, "La extraña belleza de Maria y la música de su discurso llevaron a toda la audiencia a un tenso entusiasmo. Maria probó ser un verdadero rayo de luz solar para mi." Luego ella pidió en convertirse en la "maestra, amiga y camarada" de Maria Roda
A inicios de los años 1910, fue propiedad de Feliciano Acierno quien lo administró y lo llamó "Acierno's Thalia Theatre". Acierno trajo mucho del vodevil italiano a escena.[cita requerida]
"Fay's Bowery Theatre" se incendió el 5 de junio de 1929 bajo administración china y no se reconstruyó nunca.